# Rhopalocarpus thouarsianus
Rhopalocarpus thouarsianus là một loài thực vật có hoa trong họ Sphaerosepalaceae. Loài này được Baill. miêu tả khoa học đầu tiên năm 1883.